# Percy Jackson (personaje)
Percy Jackson es el nombre del personaje principal de la saga de libros del mismo nombre la cual cuenta con 6 libros de Rick Riordan.El personaje también aparece en los libros extra: Magos y Semidioses, Los Expedientes del Semidiós, Diarios de un Semidiós, Magnus Chase y los dioses de Asgard y en Las Pruebas de Apolo.
Es protagonista a su vez en las adaptaciones al cine realizadas por Chris Columbus: Percy Jackson y el ladrón del rayo y Percy Jackson y el mar de los monstruos, es el actor Logan Lerman quien interpreta a Percy en las películas, mientras que Walker Scobell interpreta a Percy en la serie de televisión original de Disney+ la cual ha sido muy recomendada 

## Biografía
Percy (Perseus) Jackson nació el 18 de agosto de 1993 en Long Island, Nueva York. Su madre, Sally Jackson, le puso ese nombre haciendo referencia a Perseo, uno de los pocos héroes griegos que tuvieron un final feliz. Su padrastro se llama Gabe Ugliano; cuando en la novela muere, su segundo padrastro fue Paul Blofis. Cuando Percy hace su primera aparición en el libro El ladrón del rayo tiene la edad de doce años. Durante cuatro años vive muchas aventuras junto con sus mejores amigos, Annabeth Chase, hija de Atenea, y Grover Underwood, un sátiro al que encargaron encontrarle y llevarle al Campamento Mestizo. 
En sus primeros años de vida, Poseidón le abandonó junto a su madre para protegerlo de la ira de Zeus al haberse saltado las leyes antiguas, no obstante, seguía visitándolo en ocasiones y Percy recordaba tener vagos recuerdos de su cara, cuando estaba aún en la cuna. A medida que iba creciendo, cosas extrañas pasaban a su alrededor. No era capaz de estar más de un año en el mismo centro escolar sin que le expulsasen por supuestos sucesos peligrosos que él cometía, incluso cuando no era culpa suya. Fue expulsado, de hecho, de seis escuelas distintas en un periodo de seis años.
Percy es el personaje principal de la saga Percy Jackson y los dioses del Olimpo, aunque aparece en otras sagas del mismo autor. 

## Descripción
Percy Jackson es un joven extrovertido, sarcástico, divertido y extremadamente leal, lo cual es definido como su defecto fatídico. Ha sido diagnosticado con Trastorno por déficit de atención con hiperactividad (TDAH) y Dislexia, lo que le ha dificultado el estudio en todas las escuelas. También se lo describe como un chico relajado, impulsivo y con problemas para controlar su ira cuando encuentra injusticias. Es perceptivo e inteligente, aunque muchas veces es incapaz de ver lo obvio, con gran apego a sus seres queridos y un gran sentido del sacrificio: sería capaz de darlo todo por salvar a cualquier ser vivo. Este es su defecto fatídico, que la diosa Atenea le dice en "La maldición del Titán".
Físicamente, Percy es descrito como un chico con el cabello negro, la piel bronceada  y unos ojos verdes heredados de su padre, Poseidón. Además, se suele añadir que tiene una mirada melancólica, motivo por el cual Medusa quería conservarlo como estatua. Con el avance de la línea temporal en todas las sagas, Percy se vuelve aún más poderoso. En los libros, algunos personajes describen que huele a mar. En cuanto a forma física, es delgado pero tonificado, con músculos definidos debido al entrenamiento en combate con espadas y la natación.
Respecto a su relación con los dioses, es uno de los pocos que consigue llevarse bien con la mayoría de ellos, incluso con Dioniso, que se presenta como alguien que odia a todos los héroes, Artemisa, que detesta a los hombres y Hades, quien odia a la gente en sí. Además de ser uno de los pocos semidioses que se atreve a desafiar a los dioses, lo que hace que estos le tengan rencor o respeto.

## Percy Jackson y los dioses del Olimpo

### El ladrón del rayo
Es el primer libro de la saga Percy Jackson y los dioses del Olimpo, se estrenó el 28 de julio de 2005 con el título de Percy Jackson: "The Lightning Thief", llegando a vender más de 1,2 millones de copias en los cuatro años siguientes. Además, consta de una adaptación a película llamada de la misma forma, que se estrenó el 12 de febrero de 2010, la cual contó con un presupuesto de $95 000 000  y $226 497 209 de ingresos. Por otra parte, la primera temporada de la serie Percy Jackson y los dioses del Olimpo también es una adaptación de esta novela. 

#### RESUMEN
Teniendo TDAH y dislexia, la vida académica de Percy Jackson no es muy buena, quien, a la temprana edad de 12 años, ya ha sido expulsado de algunos colegios especializados en niños problemáticos por culpa de extraños sucesos que ocurren a su alrededor.
Percy no se percata de las peculiaridades a las que su vida está atada hasta que visita el museo con su clase de latín; ahí es atacado por una Furia, que se había hecho pasar por su profesora de introducción al álgebra durante el curso. Lo salva su profesor de latín, el señor Brunner (que resulta ser Quirón), al entregarle una espada griega camuflada en forma de bolígrafo. Percy, dejándose llevar por su instintno, atraviesa a la Sra. Doods con su espada y esta se convierte en polvo dorado.
Después de esto, cada vez que Percy pregunta por esta profesora, todos están convencidos de que la señorita Kerr, una alegre rubia que no había visto antes, es su profesora. Percy casi cree que aquel monstruo del museo jamás existió, si no fuera porque su amigo Grover siempre vacila una fracción de segundo antes de responderle que no sabía quién era la Sra. Doods. Cuando el curso acaba, y al haber sido expulsado de Yancy (su sexta escuela), debe volver a casa con su madre y su padrastro, El Apestoso Gabe. Grover se ofrece a acompañarle hasta la estación, pero ambos terminan yendo en el mismo autobús. Percy lo abandona en una estación tras presenciar cómo tres ancianas cortaban un hilo en un puesto de frutas y oír a Grover susurrar: 'Nunca pasan de sexto'.
Percy llega a su departamento y se encuentra con Gabe, su odiado padrastro, quien le pide dinero para sus apuestas. Momentos después, la madre de Percy, Sally Jackson, llega de su trabajo en una tienda de dulces y le menciona que ambos irán a Montauk, la playa en la que había conocido a su padre. Durante la noche, Percy tiene un sueño en el que un águila y un caballo se están peleando en una playa mientras alguien ríe. Al despertar, alguien toca la puerta y, al abrirla, su amigo Grover está ahí, revelando su verdadera identidad como sátiro. Su madre entiende de inmediato lo que sucede y los tres suben al coche rumbo al Campamento Mestizo.
El viaje se ve interrumpido por un rayo del cual salen ilesos, pero Percy nota que algo más los sigue: el Minotauro. Sally parece que muere durante el trayecto a manos del Minotauro y Percy lucha contra el monstruo para salvar a Grover. Después de desmayarse, se despierta en una camilla incapaz de creer lo ocurrido y conoce a Annabeth. Luego, Grover le lleva donde están Quirón y Dionisio, que resulta ser el director del campamento.
Una vez en el campamento, Percy descubre que es hijo de Poseidón.
"Poseidón. Sacudidor de tierras, portador de tormentas, padre de los caballos. Salve, Perseus Jackson, hijo del dios del mar." - dijo Quirón cuando Percy fue reclamado.
Grover, Percy y Annabeth son enviados a una misión a contrarreloj en la que tienen que recuperar el Rayo Maestro de Zeus antes de que llegue el solsticio de verano. Es entonces cuando numerosos monstruos deciden perseguirle y atacarle ya que, según una antigua profecía, un hijo de Poseidón, Hades o Zeus tomará la decisión de destruir o salvar el Olimpo, razón por la cual el papel de Percy es tan importante.

### El mar de los monstruos
Con el título original de "The Sea of Monsters", es el segundo libro de la saga. Se estrenó el 3 de mayo de 2006 en EE.UU y en junio de 2008 en España, publicado por Ediciones Salamandra. Se adaptó a película como el anterior libro.

#### RESUMEN
En este libro, el árbol de Thalía que protege al campamento ha sido envenenado, dejando indefensos a los campistas contra los monstruos. Deben buscar el Vellocino de Oro para salvarlo, pero hay un problema, que está en El mar de los monstruos y lo tiene en su poder el cíclope Polifemo. Además, el mismo cíclope ha capturado a Grover, el mejor amigo de Percy. Zeus culpa a Quirón de lo que le pasó al árbol de su hija, así que Tántalo, aquel mortal que había sido condenado a no probar bocado durante la eternidad, se le otorgó el puesto del centauro, dejando ver a todos el alma de tirano que tiene. Percy tiene un sueño donde ve el secuestro de Grover y lo cuenta ante todo el Campamento para que Tántalo no pueda rechazarlo. A pesar de que debido a que fue Percy el que tuvo el sueño, y usualmente eso quiere decir que es él quien tiene que cumplir la misión, Tántalo se la otorga a Clarisse, hija de Ares. Percy se coló a la misión junto con Annabeth y su medio hermano Tyson, quien había estudiado anteriormente con él en su escuela en la que Percy lo protegía de los abusones a pesar del considerable tamaño de Tyson por ser un cíclope. Después de enfrentarse a los peligros del Mar de los monstruos, como Circe o Barbanegra entre otros, Percy llega a la isla de Polifemo donde encuentra a Grover y a Clarisse, Percy y Annabeth recuperan el vellocino trabajando juntos, pero al volver al puerto, Percy le da a Clarisse el vellocino porque según él "esta es tu misión", Clarisse lo acepta y toma el dinero de unas bolsas que les había otorgado Hermes, teniendo un viaje hasta Nueva York en avión, cumpliendo así la parte de la profecía que le había dado el oráculo cuando Tántalo le dio la misión "Y sin amigos no triunfarás". Percy y los demás son encontrados por Luke, que quería el vellocino para resucitar a Cronos, e intentó matarlos al notar que se le habían adelantado, pero son salvados por Quirón y sus hermanos centauros apodados "Ponis Fiesteros". El vellocino tiene un efecto demasiado fuerte para Thalia y acaba resucitándola.

### La maldición del titán
Ante la llamada de socorro de su amigo el sátiro Grover, Percy acude inmediatamente en su auxilio, ya que ha encontrado a dos mestizos Nico y Bianca Di Angelo. Y aunque va acompañado de Annabeth y Thalia, las dos semidiosas que son sus aliadas, ninguno imagina la sorpresa que los aguarda: una terrible mantícora pretende secuestrarlos y llevarlos ante "El General" enviado por Cronos, el diabólico señor de los titanes. Pero la mantícora no hace bien su trabajo, por lo tanto, Percy y Thalia logran escapar gracias a las cazadoras de Artemisa; un grupo de doncellas que han jurado lealtad a su diosa a cambio de la inmortalidad. Pero Annabeth es empujada por la mantícora y cae por un acantilado. Entonces, con la ayuda de las cazadoras de Artemisa, Zoë Belladona y Bianca Di Angelo, emprenden una misión para rescatar a Annabeth y a la diosa Artemisa. 
Antes de partir, Percy le promete a Nico proteger a Bianca, aun a coste de su vida, una promesa que, más tarde, no podrá cumplir.
Finalmente, logran salvar a la diosa, pero con un costo bastante caro pues la fiel cazadora, Zoë Belladona, muere en el campo de batalla, y es convertida en una constelación por Artemisa y Bianca di Angelo muere para rescatar a sus amigos e una creación defectuosa de Hefesto. Posteriormente Artemisa le ofrece a su hermana Thalia reemplazar a Zoë como lugarteniente y esta acepta.
Al llegar al Campamento Mestizo, Percy le cuenta a Nico lo que le pasó a Bianca, pero este culpa al hijo de Poseidón por ello. En un ataque de guerreros esqueleto que invocó el, Nico consigue mandarlos al Inframundo y huye sin dejar rastro por el Bosque Prohibido. Los chicos se dan cuenta de que Nico es hijo de Hades y deciden no contárselo a Quirón

### La batalla del laberinto
Al intentar volver a hacer una vida normal como mortal, Percy se encuentra con un par de animadoras diabólicas y a una nueva amiga, teniendo que irse al Campamento Mestizo. Allí se precipitan los acontecimientos. Cronos amenaza con destruir el Campamento Mestizo introduciéndose en él desde el laberinto de Dédalo. Percy y sus amigos intentarán llegar al centro de este para evitar que los aliados de Cronos, entre ellos Luke, puedan utilizarlo, adentrándose en un lugar ideado para acabar con quien ose profanarlo. Llegan a lugares únicos conociendo a nuevos monstruos que, hacia miles de años, no se habían vuelto a ver pero que ahora gracias a Cronos se están levantando.

### El último héroe del Olimpo
Se va acercando el decimosexto cumpleaños de Percy, con el cual se acerca la gran profecía de preservar o destruir la civilización occidental como se la conoce. Percy, Annabeth y Grover deberán reunir todas las fuerzas posibles para combatir contra el gran ejército del Titán, Cronos, que ha reunido una cantidad innumerable de antiguos monstruos, titanes y semidioses. Al final, una gran sorpresa le dará un gran giro a la serie y Percy deberá tomar la decisión que se ha esperado durante toda la saga, en la que Percy decide no matar a Luke, quien era el contenedor de Cronos, si no que le dio la daga que este le había dado a Annabeth cuando eran niños, cumpliendo con la parte de la profecía "El alma del héroe, una hoja maldita habrá de segar". La hoja estaba maldita por la promesa no cumplida de Luke y es él mismo quien la clava en su punto débil, debido a que tanto Luke como Percy se habían bañado en el río Estigio para preparar sus cuerpos, así acabando con la posibilidad de que Cronos volviera a sembrar el terror en el mundo mortal. Al final, se da a conocer una nueva profecía en la que 7 semidioses tendrán que enfrentar un riesgo aún mayor que los titanes.

## Los héroes del Olimpo

### El héroe perdido
Este es el primer libro de la segunda saga de los libros de Percy Jackson. En este, Percy es mencionado (el título se refiere a él), mas no aparece realmente. Jason (un nuevo personaje, hijo de Júpiter) es llevado al Campamento Mestizo junto a Piper, hija de Afrodita, (su supuesta novia) y Leo, hijo de Hefesto, quien dice ser su mejor amigo. Pero Jason no recuerda nada de sí mismo. Por eso Jason, Piper y Leo después de llegar al campamento mestizo deciden ir a rescatar a Hera, quien está encarcelada y atrapada por el gigante Porfirio. Después de grandes aventuras juntos, la consiguen rescatar, pero Hera no le devuelve la memoria a Jason. Eso sí, él descubre que tiene una hermana, Thalia, hija del dios griego Zeus, pero en cambio Jason es hijo de Júpiter, su forma romana. Al recuperar la memoria, Jason revela el paradero de Percy:
"Percy Jackson está en el otro campamento, y probablemente no se acuerde de quién es"
-Jason Grace al final del Héroe Perdido.

### El hijo de Neptuno
El hijo de Neptuno se abre con Percy Jackson que es perseguido por dos Gorgonas. Mientras hace su escape, se encuentra con una anciana llamada Junio. La anciana se revela como Juno (Hera) y le da dos opciones: ofrecerle un favor o huir. Como favor, Percy le lleva a través del pequeño río Tíber, que es un río poderoso. Al hacerlo, pierde su invencibilidad otorgada por el Río Estigio. Cuando llega a su destino se encuentra con Hazel Levesque, hija de Plutón, y Frank Zhang, hijo de Marte. Percy salva a Frank de las Gorgonas, ahogándolas y, después, es llevado al campamento después de que Juno le introduce en el Campamento Júpiter.
Durante los juegos de guerra, una actividad del Campamento de Júpiter, Percy impresiona a todos con sus habilidades e instintos de combate, a pesar de que no son las tácticas romanas y son más de estilo griego. Después de los juegos, una de las líderes de la Quinta Cohorte fue encontrada gravemente herida y muere. Unos momentos más tarde, ella regresa con vida. Marte, el dios de la guerra, a continuación, aparece e informa a los campistas que "La muerte ha perdido su fuerza". También reclama a Frank Zhang como su hijo. Marte insiste en que Percy y Frank debe ir en una misión para liberar a Tánatos, el dios de la Muerte que ha sido capturado en Alaska y ya no es capaz de mantener los mortales muertos. Frank pide que Hazel también vaya en la búsqueda y parten hacia Alaska. Mientras viajaban en su búsqueda, Percy se esfuerza por recuperar su memoria. Una y otra vez, recuerda las cosas, pero nunca de dónde. El único recuerdo claro para él es una chica llamada Annabeth. Hazel revela que ella había muerto hace mucho tiempo, pero que Nico di Angelo, hijo de Hades y su medio hermano, la salvó del Inframundo. Frank informa a los otros dos que le dieron un pedazo de madera que está ligado a su vida, si la madera se quema por completo, va a morir. Después de muchos eventos y monstruos, como basiliscos, gigantes y un encuentro inesperado con las amazonas, finalmente llegan a Alaska, donde encuentran Tánatos encadenado. Sus cadenas sólo pueden ser rotas por el trozo de madera atado a la vida de Frank. Percy defiende a Frank mientras funde las cadenas con su madera, perdiendo más y más de su vida. Hazel ataca a Alcioneo, el gigante nacido para anteponerse a Plutón. Tánatos es finalmente puesto en libertad y con la ayuda del caballo amigo de Hazel, Arión, arrastran el gigante de su tierra (Alaska) a Canadá, donde es capaz de ser asesinado.
Percy recupera su memoria en la carrera de vuelta al Campamento Júpiter. Sabiendo que el campamento es atacado, Percy se hace cargo y dirige a los romanos en la batalla con la ayuda de algunos de sus viejos amigos del Campamento Mestizo y las amazonas. La moral de los romanos se recarga después de descubrir que Percy había recuperado el estandarte perdido del campamento, que había estado desaparecido durante años. Percy entonces desafía al gigante, Polibotes, a un duelo y llama a Término, el dios de la frontera romana, para ayudarle a derrotar al gigante. Le han dicho que sólo cuando los dioses y semidioses pueden trabajar juntos los gigantes son derrotados. Percy finalmente derrota a Polibotes mediante el uso de la cabeza de la estatua de Término "como un arma". El campamento luego lo nombró pretor, líder del campamento romano. Los semidioses griegos del Campamento Mestizo aparecen en el buque gigante con el nombre de Argo II hacia el campamento. Los romanos discuten si atacar a la nave. Como pretor, las órdenes de Percy son que paren el fuego. Si los griegos atacaban, él sería el culpable, pero él no estaba preocupado. Poniendo sus brazos alrededor de Frank y Hazel, se acerca a su "otra familia".

### La marca de Atenea
Annabeth está aterrorizada. Justo cuando está a punto de reencontrarse con Percy, después de pasar seis meses separados, gracias a Hera, parece que el Campamento Júpiter se está preparando para la guerra. Mientras Annabeth y sus amigos Jason, Piper y Leo vuelan en el Argo II, no puede culpar a los semidioses romanos por pensar que el barco es un arma griega. Con el brillante mástil del dragón de bronce, la fantástica creación de Leo no parece demasiado amigable. Annabeth espera que cuando vean a su pretor Jason en cubierta confirme a los romanos de que el Campamento Mestizo viene en son de paz. Y ese es uno más de sus problemas. En su bolsillo, Annabeth carga un regalo de su madre que vino con una petición enervante: “Sigue la Marca de Atenea. Véngame”. Al aterrizar en el Campamento Júpiter, Annabeth se reencuentra con su novio, Percy. Más tarde Annabeth se va a hablar con Reyna, la pretora del campamento romano, pero mientras están tranquilamente charlando, el Argo II empieza destruir el campamento. Reyna culpa a Annabeth de lo sucedido y la acusa de traidora, Annabeth en cambio no sabía que ni por qué su barco había empezado a disparar a sus supuestos aliados. Más tarde se descubre que el causante había sido Leo, que había sido poseído por unos espíritus enviados por su mayor enemiga Gaia. Los siete de la profecía (Percy, Annabeth, Leo, Jason, Frank, Hazel y Piper) consiguen salir de allí con vida y se dirigen hacia Roma, pero cruzar el Mediterráneo no es nada fácil para ningún semidiós, nadie suele sobrevivir a algo así. Después de recibir varios ataques de monstruos, llegan a Roma donde se separan en tres grupos, Percy, Jason y Piper que van a buscar a Nico quien ha sido capturado por los secuaces de Gaia. Frank, Hazel y Leo que tienen la misma idea, y Annabeth que va sola en busca de la Atenea Partenos, ella debe seguir la Marca de Atenea, si lo consigue esa estatua podría devolver la paz entre griegos y romanos. Annabeth consigue llegar hasta la sala en la que está la Atenea Partenos, eso sí con un pie roto y un dolor insoportable, pero aún le espera la peor parte, la estatua está protegida por Aracne, una enemiga mortal de su madre. Mientras tanto Leo, Hazel y Frank caen en una de las trampas de Gaia y llegan al taller del famoso matemático Arquímedes donde los espíritus que poseyeron a Leo anteriormente los vuelven atacar. Finalmente consiguen escapar y llegar al Argo II, con él llegan hasta el Coliseo donde se encuentran a Percy y Jason luchando contra dos gigantes. Una vez los vencen con la ayuda de Baco (o Dioniso) se meten en el barco con Piper que esta herida y Nico al que han rescatado. Todos juntos van a buscar a Annabeth, al final llegan a un aparcamiento de coches y abren un agujero en el suelo, debajo se encuentra Annabeth llena de arañazos y con un aspecto horrible, y con la Atenea Partenos al lado, sin rastro de Aracne. Percy baja del barco a ayudar a Annabeth y ella le cuenta que había conseguido engañar a Aracne para que tejiera su propia trampa y que se había caído al Tártaro por un agujero del suelo. Entonces el suelo empieza a temblar y Annabeth se da cuenta de que la estatua se va a caer al Tártaro, avisa a los chicos y Jason y Leo la aguantan con unas cuerdas, subiéndola a la nave. Frank y Piper suben a ayudar y Hazel empieza a subir con Nico la escalera. Entonces una telaraña se enmaraña en el pie de Annabeth, arrastrándola hacia el agujero, y Percy la sujeta, pero cae tras ella.

### La casa de Hades
En el final de La Marca de Atenea, Annabeth y Percy caen en un pozo que conduce directamente al Tártaro. Los otros cinco semidioses tienen que dejar a un lado su dolor y seguir las instrucciones de Percy para encontrar el lado mortal de las puertas de la muerte. Si son capaces de abrirse paso luchando contra las fuerzas de Gaia, y Percy y Annabeth pueden sobrevivir a la Casa de Hades, los siete serán capaces de sellar las puertas de ambos lados y evitar que los gigantes alcen a Gaia. Pero, se pregunta Leo, si las puertas están cerradas, ¿Cómo podrán Percy y Annabeth escapar? No tienen otra opción. Si los semidioses no tienen éxito, los ejércitos de Gaia nunca morirán. No tienen tiempo. Dentro de un mes, los romanos marcharán al Campamento Mestizo. Las apuestas son más altas que nunca en esta aventura que se sumerge en las profundidades del Tártaro. En una de las ocasiones que pasa en este lugar, Percy pierde el control y presenta intenciones de querer acabar con la diosa del sufrimiento. 

### La sangre del Olimpo
Aunque la tripulación romana y griega del Argo II han avanzado en sus muchas misiones, todavía parecen muy lejos de derrotar a la madre tierra, Gaia. Sus gigantes han aumentado, todos ellos, y son más fuertes que nunca. Los siete deben detenerlos antes de la Fiesta de la Esperanza, cuando Gaia planea sacrificar dos semidioses en Atenas. Ella necesita su sangre, la sangre del Olimpo, para poder despertar. Los semidioses están teniendo visiones más frecuentes de una terrible batalla en el Campamento Mestizo. La legión romana desde el campamento de Júpiter, dirigida por Octavio, está muy cerca del campamento mestizo.
Después de la lucha en Atenas y luego en el Campamento Mestizo, Percy ayuda a consolidar la paz entre los semidioses que para ese entonces habían luchado lado a lado y le cuenta a Nico como tenía planeado el resto de su vida, yendo al último año de escuela junto con Annabeth, luego a estudiar en la universidad de Roma y finalmente vivir en la Nueva Roma por el resto de su vida, con la esperanza de una vida lo suficientemente normal.

## Las pruebas de Apolo
Una saga continua a las anteriores en las que se muestra el castigo que debe cumplir el dios Apolo tras enfurecer a su padre. Dicha saga pretende tener un total de 5 libros, el primero estrenado el 3 de mayo de 2016, y el último aún sin fecha de estreno.

### El oráculo oculto
Tras enfurecer a Zeus, el dios Apolo es desterrado del Olimpo. Débil y desorientado cae en la ciudad de Nueva York con forma de un chico de 16 
años normal y totalmente mortal. Apolo tiene que aprender a sobrevivir en el mundo moderno buscando la manera de recuperar la confianza de Zeus. Conoce a Meg, una semidiosa hija de la diosa Deméter de 12 años de edad a la que deberá hacer caso y seguir todas sus órdenes. Percy aparece muy brevemente al ayudar a Apolo y Meg a llegar al Campamento Mestizo, pero no continúa dado que está estudiando para ir a la Universidad de la Nueva Roma con su novia Annabeth Chase.

### La profecía oscura
Para castigar a Apolo, el dios del trueno decide mandarlo a la Tierra bajo la apariencia de Lester, un adolescente granujiento y sin poderes. Ahora, el único modo que Apolo tiene de regresar al monte Olimpo es devolviendo la luz a las profecías de los oráculos que se han oscurecido.

### El laberinto en llamas
Con la ayuda de algunos amigos semidioses, Lester ha conseguido sobrevivir a las dos primeras pruebas: una en el Campamento Mestizo y la otra en Indianápolis, donde Meg recibió la profecía oscura. Las palabras que pronunció sentada en el Trono de la Memoria revelaron que un triunvirato de emperadores romanos supervillanos planea atacar el Campamento Júpiter.
Mientras Leo vuela a toda velocidad para alertar a los miembros del Campamento del peligro inminente, Lester y Meg deberán cruzar el Laberinto para encontrar al tercer emperador.

### El barco de los muertos
Magnus Chase ha pasado de ser un adolescente sin techo a vivir en el Hotel Valhalla y convertirse en uno de los guerreros de Odín. Como digno hijo de Frey, el dios del verano, la fertilidad y la salud, a Magnus no le gustan especialmente las guerras y las batallas, pero sus amigos son fuertes y un poco cabezotas, así que juntos han conseguido derrotar a Fenrir y luchar contra gigantes para hacerse con el Martillo de Thor. Ahora, Magnus y sus compañeros tienen que partir hacia las fronteras más lejanas de Jotunheim y Niflheim para enfrentarse a la mayor amenaza de Asgard. Percy aparece brevemente al ayudar a entrenar a Magnus para prepararlo para su viaje a través de los mares. Percy menciona que volverá directamente a Nueva York para cuidar a su hermana pequeña. 
Por último, él y Annabeth son vistos por última vez cuando regresan a Nueva York en el Toyota de Percy.